# Al-Mankuba
Al-Mankuba (arab. المنكوبة) – wieś w Syrii, w muhafazie Aleppo, w dystrykcie Manbidż. W 2004 roku liczyła 1600 mieszkańców.